# توستاک
توستاک (به انگلیسی: Tostock) یک روستا و محله مدنی در بریتانیا است که در مید سافک واقع شده‌است. توستاک ۴۷۲ نفر جمعیت دارد.